# Ahmadpur Lumma
Ahmadpur Lumma é uma cidade do Paquistão localizada na província de Punjab.